# Жамгоцев Йосип Якович
Йосип Якович Жамгоцев — мелітопольський муніципальний політик часів Російської імперії, міський голова Мелітополя у 1910—1915 роках.

## Біографія
Йосип Якович Жамговцев був обраний мелітопольським міським головою у 1910 році. 27 квітня 1910 року, у зв'язку з обранням, він подав до управи заяву про відмову від посади члена управи.
Хоча міський голова обирався на 4-річний термін, насправді ці терміни дотримувалися не завжди. Термін Жамговцева на посаді закінчувався 31 грудня 1913, але він продовжував виконувати обов'язки міського голови ще півтора роки.
Нарешті, 16 травня 1915 року на засіданні міської думи новим міським головою було обрано Олексія Матвійовича Панкеєва, який вже обіймав цю посаду в 1894—1902 роках. 8 липня 1915 року новий міський голова розпочав виконання своїх обов'язків.

## Нагороди
У 1915, вже після звільнення з посади міського голови, Жамговцев був нагороджений золотою медаллю на Андріївській стрічці за роботу з загальної мобілізації в 1914 році.